# Илюстрадос

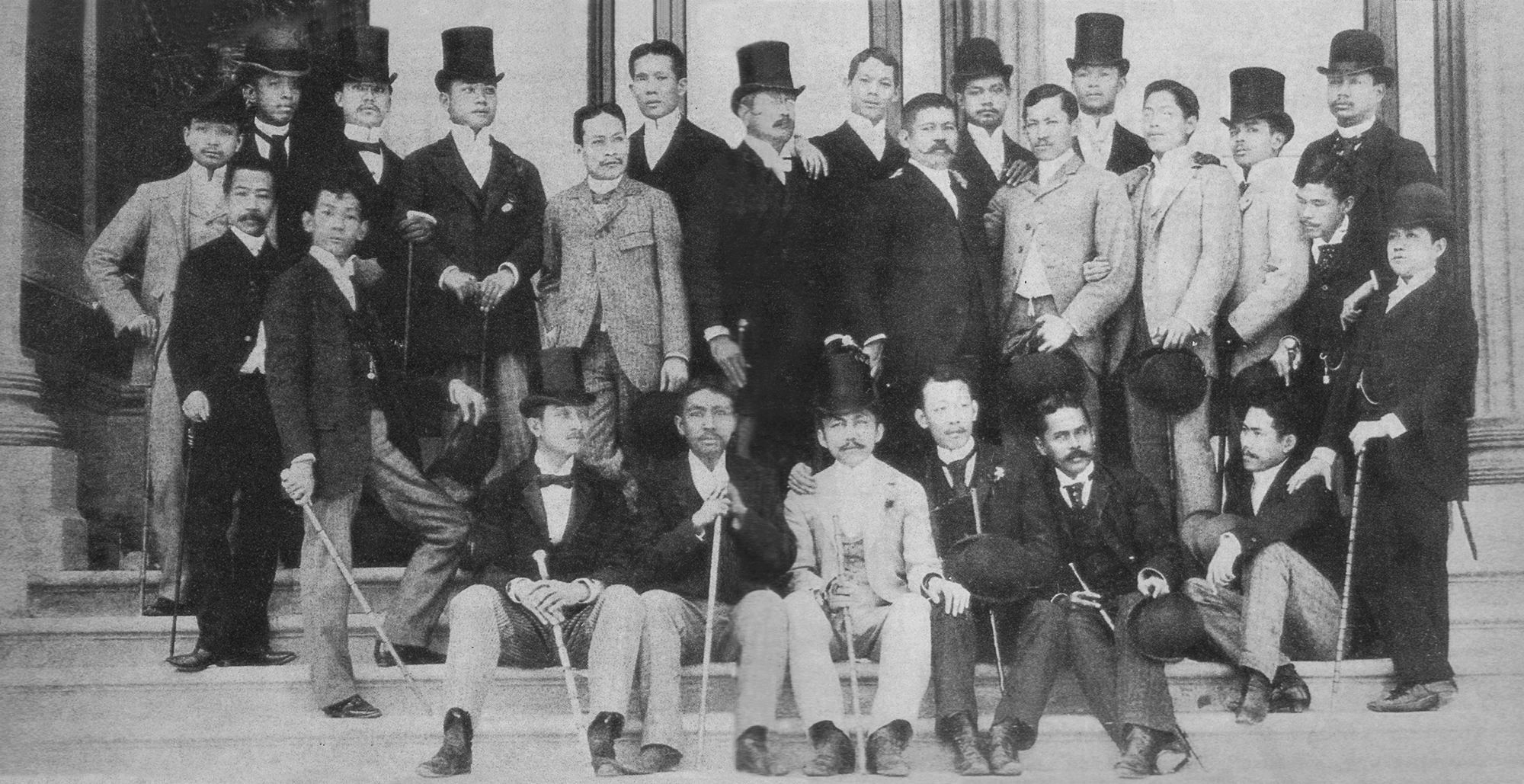
Филиппинские илюстрадос в Мадриде, около 1890 г.; стоят по часовой стрелке слева: Висенте Франсиско, Кахигас, Хосе Абреу, Мариано Абелья, Доминадор Гомес, Франсиско Тонхио Лионгсон, Флавиано Кордекрус, Туасон из Малабона, Алехандро Янсе де Лара, Лауро Димаюга, Марсело Х. дель Пилар, Грегорио Агилера, Хосе Рисаль, Хосе Алехандрино, Бальдомеро Рохас, Мойсес Сальвадор, Модесто Рейес, Гауденсио Хуаненго, Пабло Риансарес Баутиста; сидят слева направо: доктор Сантамария, Кандидо Морада, Дамасо Понсе, Аристон Баутиста, Педро Серрано Лактао и Теодоро Сандико.

Илюстрадос (исп. ilustrados — «просвещённые») — хорошо образованные представители филиппинского среднего класса на последнем этапе владения островами испанцами в конце XIX века. Это были уроженцы островов, получившие образование на испанском языке и разделявшие либеральные и националистические идеи европейского характера. Они требовали равенства туземцев и испанцев в политической и экономической жизни. Многие из них были ключевыми фигурами филиппинского национализма и испаноязычной литературы Филиппин.

## История
Наиболее выдающимися илюстрадос были Грасиано Лопес Хаэна, Марсело Иларио дель Пилар, Мариано Понсе, Антонио Луна и Хосе Рисаль. Последний считается героем Филиппин, который написал такие романы, как Noli me tangere («Не прикасайся ко мне») и El filibusterismo («Флибустьеры»), в которых пытался подчеркнуть несправедливость испанского колониального режима.
Рисаль и многие филиппинские интеллектуалы призывали к большей автономии Филиппин, то есть возврату к положениям Кадисской конституции 1812 года, что означало бы равенство с испанцами из метрополии и других территорий. С этой целью они требовали политических, экономических и религиозных реформ, в том числе представительства Филиппин в Генеральных Кортесах, преобразования Филиппин как провинции Испании и секуляризации церковных приходов.

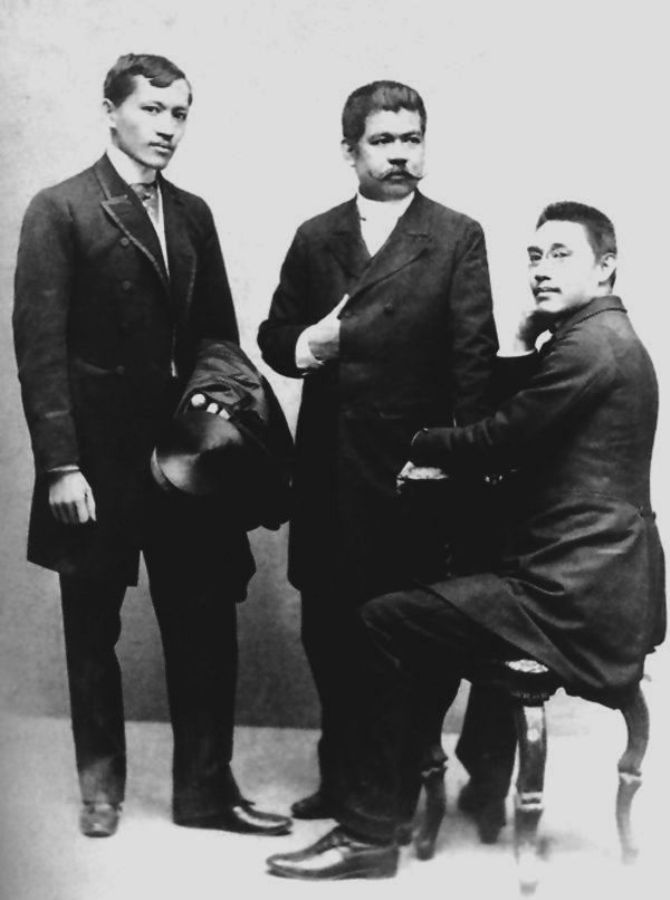
Слева направо: Хосе Рисаль, Марсело дель Пилар и Мариано Понсе в Испании.

В 1872 году, с ростом национализма, филиппинские священники Хосе Бургос, Мариано Гомес и монах Хасинто Самора возглавили восстание в Кавите, напав на арсенал в Кавите, расположенный недалеко от Манилы. Все трое были казнены испанскими властями. Илюстрадос посчитали это примером репрессий. Из-за своих антиклерикальных сочинений Рисаль был приговорен к смертной казни и казнен 30 декабря 1896 года. Этот факт привел к сближению илюстрадос с антииспанским обществом Катипунан Андреса Бонифасио. Политика Соединенных Штатов в отношении Филиппин укрепила доминирующее положение илюстрадос в филиппинском обществе. Им были проданы церковные поместья, и было предложено большинство государственных должностей.

## Известные илюстрадос
- Хосе Рисаль (1861—1896)[8]
- Феликс Ресуррексьон Идальго (1855—1913)[8]
- Грасиано Лопес Хаэна (1856—1896)[8]
- Антонио Луна (1866—1899)[8]
- Хуан Луна (1857—1899)[8]
- Мариано Понсе (1863—1918)[8]
- Доминадор Франко Гомес-и-Хесус (1868—1929)[8]
- Франсиско Тонхио Лионгсон (1869—1919)[8]
- Аристон Баутиста (1863—1928)[8]
- Хосе Кандидо Алехандрино-и-Магдангаль (1870—1951)[8]
- Теодоро Сандико-и-Санта-Ана (1860—1939)[8]